# Leonardo Cortese
Leonardo Cortese (24 de mayo de 1916 – 21 de octubre de 1984) fue un actor y director cinematográfico y televisivo de nacionalidad italiana.

## Biografía
Nacido en Roma, Italia, sus padres eran el empresario napolitano y periodista Luca Cortese y Beatrice Arena. Tras cursar estudios universitarios de derecho fue alumno de la Academia Nacional de Arte Dramático y, en 1938, apenas finalizada su formación, tuvo la oportunidad de debutar en el cine.
Se inició en el teatro en la temporada 1940-41, cuando fue contratado por la compañía de Filippo Scelzo. En 1942 formó parte de la compañía dirigida por Ermete Zacconi, y en 1943 obtuvo un notable éxito en el Teatro delle Arti de Roma junto a Margherita Bagni, Ermete Zacconi y Camillo Pilotto.
Finalizada la Segunda Guerra Mundial formó compañía con Bagni y Luigi Almirante, y en la temporada 1946-47 también con Bagni, con Ermes Zacconi y con Olga Villi. En 1947-48 trabajó con Sarah Ferrati y Scelzo, y en 1948-49 con Ferrati y Luigi Cimara. Además, en 1947 participó en una revista dirigida por Adolfo Celi, E lui dice..., actuando con Alberto Sordi, Olga Villi, Clelia Matania y otros muchos intérpretes. 
Fue un actor cinematográfico muy popular desde su debut, y uno de los jóvenes más aplaudidos y más conocidos de la posguerra, siendo muy apreciado por el público, sobre todo el femenino. Alto, apuesto, guapo y simpático, se convirtió en uno de los más conocidos símbolos masculinos del cine italiano. Educado y culto, también se dedicó a la dirección, con resultados no despreciables, como fue el caso del documental Chi è di scena?, que ganó el primer premio del Festival Internacional de Cine de Venecia de 1952, y de los filmes Art. 519 codice penale (1952) y Violenza sul lago (1954).
En los primeros años 1950 empezó a disminuir su presencia en el cine para poder dedicarse a la recién iniciada televisión, medio para el cual trabajó como actor y como director. Su última dirección cinematográfica tuvo lugar en 1962, en colaboración con Romolo Marcellini y Tamara Lisizian, en Russia sotto inchiesta. Como actor televisivo intervino en Vacanze ai quartieri alti, de Daniele D'Anza (1956), Capitan Fracassa (1958) y L'isola del tesoro (1959), ambas producciones de Anton Giulio Majano, y en las obras L'osteria della posta (1954), Il delitto di Lord Arthur Savile (1954), Il bacio davanti allo specchio y Romeo e Giulietta (ambas de 1954), y L'ex alunno (1957).
Más intensa e importante fue su actividad como director televisivo, que Cortese inició en los primeros años 1960 a partir de La ragazza di Tucnah (1961) y Sera d'autunno, producción rodada unos meses después. Otros títulos dirigidos por él fueron Mezzanotte con l'eroe (1962), La maestra di canto y L'arma segreta (ambas de 1963), y La lepre finta y Indesiderabile en 1964. 
Para la RadioTelevisione Italiana rodó en 1965 un documental llevando consigo a su familia de viaje por Europa en una roulotte, y describiendo varias localidades de Bélgica, Alemania y Holanda. 
En el bienio 1965-66 dirigió dramas televisivos como La figlia del capitano y Luisa Sanfelice, emitidos en varios episodios, obteniendo un notable éxito de público y crítica. En 1967 dirigió Oltre il buio, y obtuvo unos excelentes resultados con los cinco episodios de la serie televisiva Sheridan, squadra omicidi, protagonizada por Ubaldo Lay. Pero su mayor éxito y la aclamación de la crítica le llegó de la mano de tres producciones televisivas escritas por Mario Casacci y Alberto Ciambricco: La donna di quadri (1968), La donna di cuori (1969) y La donna di picche (1972), todas interpretadas por Ubaldo Lay y emitidas en cinco episodios.
Posteriormente dirigió en 1968 Intermezzo domenicale, en 1969 Il diritto dell'uomo, y en 1970 Un certo Harry Brent, con guion de Francis Durbridge. Y, también escrito por Casacci y Ciambricco, dirigió Così, per gioco (1979), antes de trabajar en sus últimos años en Gelosia (1980) y L'Andreana (1982). 
Con el seudónimo de Leo Passatore también hizo crítica teatral en publicaciones especializadas como el semanal "Idea". Además, fue autor de una novela, Papà magnifico (Milán, 1950).
Leonardo Cortese falleció en Roma, Italia, en 1984, a causa de una isquemia cerebral. En 1941 se había casado con  Margherita Ligios, la cual falleció en 1977.

## Filmografía
- Jeanne Doré, de Mario Bonnard (1938)
- Papà per una notte, de Mario Bonnard (1939)
- La vedova, de Goffredo Alessandrini (1939)
- Cavalleria rusticana, de Amleto Palermi (1939)
- Una romantica avventura, de Mario Camerini (1940)
- Alessandro, sei grande!, de Carlo Ludovico Bragaglia (1940)
- Giuliano de' Medici, de Ladislao Vajda (1941)
- Sissignora, de Ferdinando Maria Poggioli (1941)
- Primo amore, de Carmine Gallone (1941)
- La regina di Navarra, de Carmine Gallone (1942)
- Il vetturale del San Gottardo, de Hans Hinrich y Ivo Illuminati (1942)
- Un garibaldino al convento, de Vittorio De Sica (1942)
- Giorni felici, de Gianni Franciolini (1942)
- Incontri di notte, de Nunzio Malasomma (1942)
- I tre aquilotti, de Mario Mattoli (1942)
- La vispa Teresa, de Mario Mattoli (1943)
- Addio, amore!, de Gianni Franciolini (1943)
- Il fidanzato di mia moglie, de Carlo Ludovico Bragaglia (1943)
- Il diavolo va in collegio, de Jean Boyer (1943)
- La freccia nel fianco, de Alberto Lattuada (1945)
- Il marito povero, de Gaetano Amata (1946)
- Le vie del peccato, de Giorgio Pàstina (1946)
- Notte di tempesta, de Gianni Franciolini (1946)
- Felicità perduta, de Filippo Walter Ratti (1946)
- Legge di sangue, de Luigi Capuano (1947)
- Il fiacre n. 13, episodios Il delitto y Il castigo, de Mario Mattoli (1947)
- Fiamme sulla laguna, de Giuseppe Maria Scotese (1949)
- La fiamma che non si spegne, de Vittorio Cottafavi (1949)
- Al diavolo la celebrità, de Mario Monicelli y Steno (1949)
- Terra senza tempo, de Silvestro Prestifilippo (1950)
- Canzone di primavera, de Mario Costa (1950)
- Piume al vento, de Ugo Amadoro (1951)
- Il capitano di Venezia, de Gianni Puccini (1951)
- Verginità, de Leonardo De Mitri (1952)
- Art. 519 codice penale, de Leonardo Cortese (1952)
- Violenza sul lago, de Leonardo Cortese (1954)
- Il conte Aquila, de Guido Salvini (1955)
- Adriana Lecouvreur, de Guido Salvini (1955)
- L'affondamento della Valiant, de Roy Baker (1962)
- Russia sotto inchiesta, de Leonardo Cortese, Romolo Marcellini y Tamara Lisizian (1962)

## Televisión
- Il club dei suicidi, con Paolo Carlini (1957)
- L'armadietto cinese, de Aldo De Benedetti, con Leo Gavero, Lia Zoppelli y Flora Lillo, dirección de Daniele D'Anza (1956).